# Taygetis leuctra
Taygetis leuctra är en fjärilsart som beskrevs av Butler 1870. Taygetis leuctra ingår i släktet Taygetis och familjen praktfjärilar. Inga underarter finns listade i Catalogue of Life.